# 787 (numero)
Settecentottantasette (787) è il numero naturale dopo il 786 e prima del 788.

## Proprietà matematiche
- È un numero dispari.
- È un numero primo.
  - È un numero primo di Chen.
- È la somma di cinque numeri primi consecutivi (149 + 151 + 157 + 163 + 167).
- È un numero primo palindromo e un numero ondulante nel sistema numerico decimale, nel sistema di numerazione posizionale a base 11 (656) e nel sistema numerico esadecimale.
- È un numero fortunato.
- È un numero intero privo di quadrati.
- È parte della terna pitagorica (787, 309684, 309685).

## Astronomia
- 787 Moskva è un asteroide della fascia principale.
- NGC 787 è una galassia spirale della costellazione dell'Ariete.

## Astronautica
- Cosmos 787 è un satellite artificiale russo.

## Altri ambiti
- Route nationale 787 è una strada statale della Francia.
- Boeing 787 è un aereo di linea, sviluppato dalla Boeing (USA).